# Jackson Pollock (Feldman)
Jackson Pollock is een compositie van Morton Feldman. Het werk is geschreven voor twee celli. De muziek is gecomponeerd als begeleiding bij een film van Hans Namuth en Paul Falkenberg over de schilder Jackson Pollock. Toen de film af was hadden de heren exotische muziek onder de documentaire gezet, hetgeen Pollock de opmerking onttrok dat hij een Amerikaans schilder was en er dus ook Amerikaanse muziek bij gespeeld moest worden. Men benaderde John Cage, maar die hield niet van het werk van Pollock; Cage gaf Namuth de naam op van Morton Feldman. Feldman componeerde de muziek dus toen de film al klaar was.
De film laat Pollock in en buiten zijn atelier zien. De muziek van Feldman sluit hier naadloos aan bij het schilderen van Pollock. Feldmans muziek ontbeert tempo en datzelfde gold voor Pollock. Men hoort figuurlijk een cellist schilderen; een strijk hier, een pizzicato daar. De twee slotdelen betreffen een schilderij dat Pollock maakte op glas. Hij was al een eind op weg, toen hij de inspiratie voor het desbetreffende werk verloor; veegde de glasplaat schoon en begon opnieuw, zo ook dus Feldman. Pollock was direct enthousiast bij de keus voor Feldman (3e keus dus).

## Delen
1. Signature
2. Pollock paints
3. Shadow
4. Detail of paintings
5. (Interlude)
6. Painting on glass
7. Painting on glass (second sequence)

## Bron en discografie
- Uitgave Kairos; Ensemble Recherche